# Subincision
 (janvier 2020).
- Si vous ne connaissez pas le sujet, laissez ce bandeau (vous pouvez alors contacter les auteurs).
- Si vous supprimez le contenu mis en cause (vous pouvez préalablement contacter les auteurs),

argumentez précisément cette suppression dans la page de discussion
(un manque de référence n'est pas un argument ; une recherche réelle de référence doit avoir été effectuée, être formellement documentée).
 (septembre 2014).
Si vous disposez d'ouvrages ou d'articles de référence ou si vous connaissez des sites web de qualité traitant du thème abordé ici, merci de compléter l'article en donnant les références utiles à sa vérifiabilité et en les liant à la section « Notes et références ».
La subincision est une mutilation génitale consistant à fendre le pénis sous sa partie inférieure depuis le bout du gland jusqu'au milieu de la verge. L'aspect final de la verge est celui d'une cicatrice non refermée.

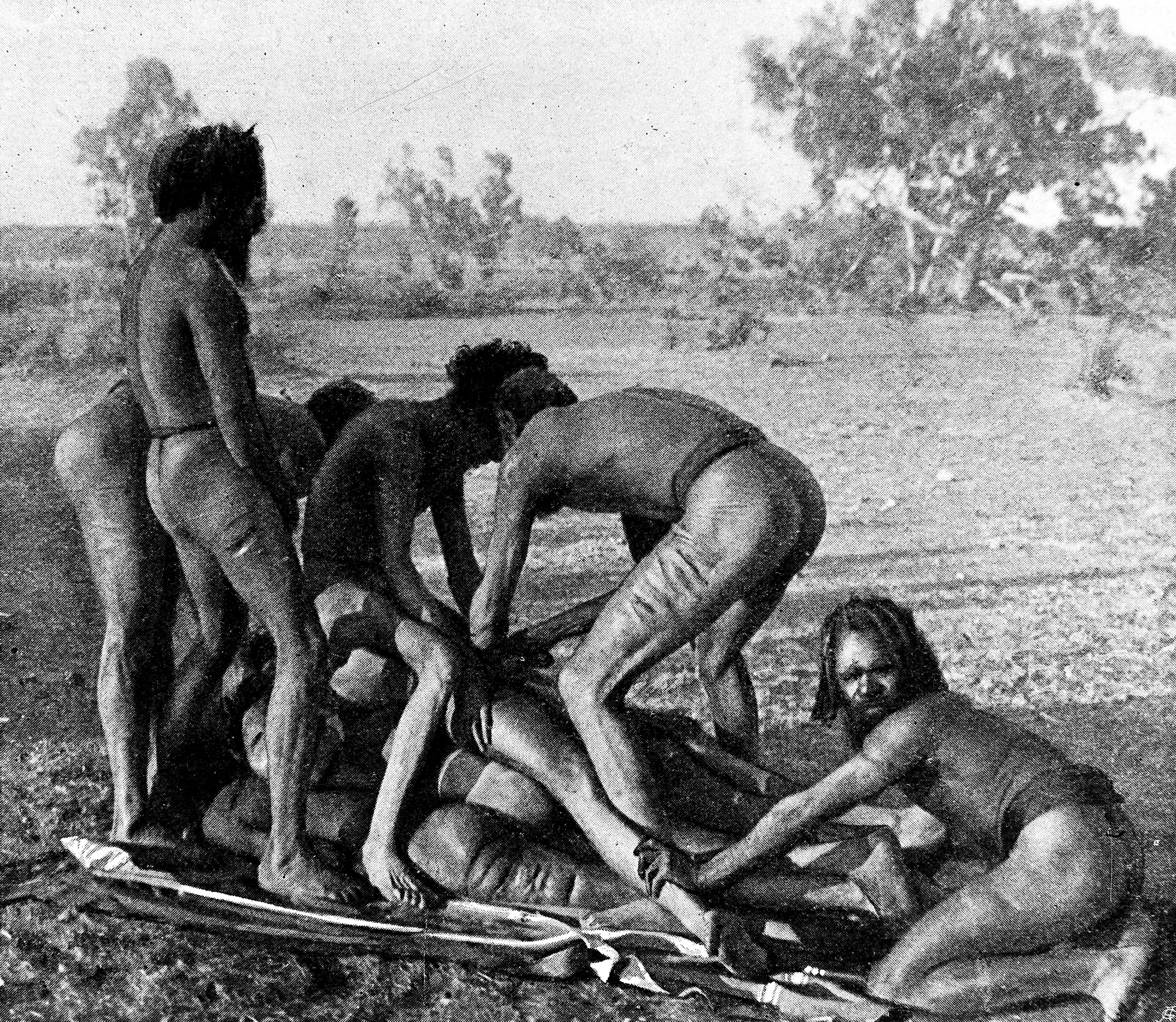
Subincision, tribu Warrumanga, Australie-Centrale.

La subincision est pratiquée traditionnellement par certaines tribus aborigènes. Comme cette incision suit la ligne de raphé, zone de soudure lorsque la vulve du fœtus se referme pour former le pénis, cette réouverture peut être perçue comme une façon de représenter le sexe féminin sur le sexe masculin[réf. nécessaire].

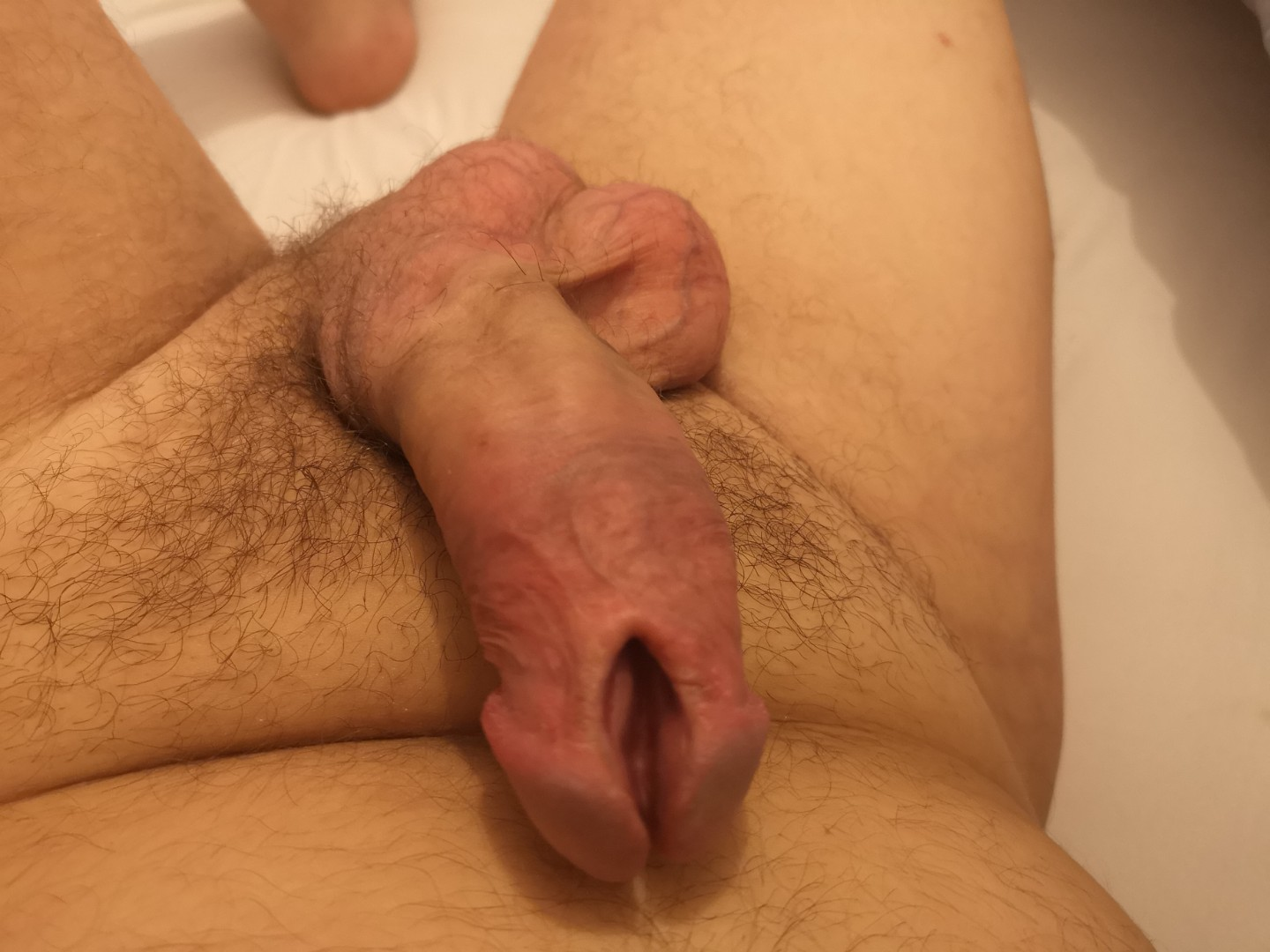
Subincision.